# عياض البوعبدلي
عياض البوعبدلي من مواليد 1922 ببطيوة، ولاية وهران، ترعرع وسط عائلة ثورية متشبعة بمبادئ الدين الإسلامي والقيم الوطنية.وهو أخ شيخ المؤرخين في التاريخ بوهران المهدي بوعبدلي وابن الشيخ أبو عبد الله مؤسس الزاوية البوعبدلية ببطيوة شرق وهران، التي تعد من أكبر الزوايا فالغرب الجزائري وتضم عددا لا يحصى المخطوطات في التاريخ ومختلف العلوم.

## حياته

### نسبه
- عياض بن بوعبدالله بن عبد القادر بن محمد بن الجَيْلانيّ بن الموهوب سليل سيدي بوعبد الله المغوفل دفين واد ارهيو

### دراسته
تخرج الشيخ البوعبدلي من مدرسة تلمسان سنة 1946 ودرس بالمدرسة الثعالبية وتخرج بدرجة قاضي بامتياز واشتغل بالتدريس بالبيض  وأرزيو، كما عمل بالصحافة في عدة جرائد في سنوات الأربعينات من القرن الماضي. ودرس في جامعة السوربون، حيث بدأ حياته المهنية كصحفي بالإذاعة سنة 1947، وسرعان ما تخلى عنها تلبية للنداء الوطني بانضمامه سنة 1955 إلى صفوف جبهة التحرير الوطني

### جهاده
ومع اندلاع الثورة المظفرة، نقل المجاهد الذي كان عضوا في المنظمة المدنية لجبهة التحرير الوطني من 1956 إلى غاية 1962، مع مجموعة من الشباب إلى المغرب وبالضبط بطنجة، أين خضع للتدريب في اختصاص صحافة الثورة وظل مجاهدا حتى الاستقلال وحمل اسما حربيا ''سي أحمد ''
، حيث استخدم خبرته في الإعلام في جمع المعلومات والتقصي لصالح المجاهدين، وكذا تأمين الطريق نحو مركز جيش التحرير الوطني بمنطقة بوعشرية بضواحي بطيوة، وهي المنطقة التي كانت تستخدم كنقطة عبور للمجاهدين نحو جبال الظهرة والونشريس. لعب الشيخ عياض رفقة أفراد عائلته التي كان لها مكانة خاصة في قلوب الجزائريين، دورا كبيرا في عملية التحسيس والتحفيز والتعبئة الشعبية للجهاد ضد الاستعمار الفرنسي، وكانت الزاوية البوعبدلية بمثابة المقر الدبلوماسي الروحي المدعم للثورة المظفرة، لكن سرعان ما تم اكتشاف أمرها في 1956 من قبل القوات الاستعمارية، فأصبح الشيخ عياض على رأس المطلوبين.
بعد هذه الحادثة انتقل إلى مدينة الناظور المغربية، وهناك كان من بين مؤسسي جريدة «المقاومة الجزائرية» التي تحوّلت فيما بعد إلى جريدة المجاهد الحالية، وهذا برفقة كل من على هارون، سليم بوزاهر، موساوي محي الدين وتامي عياض. و«المقاومة الجزائرية» هي أول صحيفة جزائرية صدرت خلال الثورة التحريرية ناطقة بلسان جبهة التحرير الوطني والثورة الجزائرية، وكانت تصدر باللغتين العربية والفرنسية، حيث كان الشيخ عياض مكلف بتحرير مقالاتها باللغة العربية والمجاهد علي هارون باللغة الفرنسية. بعد المغرب انتقل الشيخ عياض إلى تونس بأمر من الشهيد عبان رمضان، وهناك التقى بكل من طبيب جبهة التحرير الوطني الدكتور فرانس فانون، والمشرف على برنامج صوت الجزائر العربية من الإذاعة التونسية محمد عيسى مسعودي، بالإضافة إلى كل من رضا مالك، محمد الميلي شريط، بومنجل ومزهودي.

## حقبة الإستقلال
واصل الراحل نضاله في خدمة الوطن، كشبيه شرطي ثم رئيس بلدية بطيوة سنة 1971 لمدة 4 سنوات ليعين فيما بعد كمدير لمعمل الحديد والصلب لوهران، قبل أن يتقاعد ويخلف أخاه الحاج المهدي في رئاسة الزاوية البوعبدلية بعد وفاته، حيث بقي مخلصا لرسالة الشهداء إلى أن وافته المنية. ومباشرة بعد وفاة أخيه الشيخ المهدي البوعبدلي في جوان 1992، تكفل الشيخ عياض بشؤون الزاوية البوعبدلية التي تأسست على يد والده الشيخ بوعبد الله سنة 1903 ببطيوة، وهي واحدة من أكبر الزوايا في الغرب الجزائري، بها عدد معتبر من المخطوطات وأمهات الكتب في التاريخ ومختلف العلوم، وكان للشيخ عياض الفضل في إجازة الكثير من طلبة العلم المتخرجين على يده من عدة ولايات في اختصاص القضاء.

## وفاته
توفي الشيخ عياض عن عمر 99 عاما يوم الثلاثاء 5 أكتوبر 2021 ببطيوة ولاية وهران.ودفن بمقبرة العائلة بجوار والده الشيخ أبي عبد الله البوعبدلي وأخوته